# 3. периода хемијских елемената
3. периода хемијских елемената је један од хемијских елемената у трећем реду (или периоди) периодног система хемијских елемената. Периодични систем је постављен у редове како би илустровао понављајуће (периодичне) трендове у хемијском понашању елемената како се њихов атомски број повећава: нови ред почиње када периодни систем прескочи ред и хемијско понашање почиње да се понавља, што значи да елементи са сличним понашањем спадају у исте вертикалне колоне. Трећа периода садржи осам елемената: натријум, магнезијум, алуминијум, силицијум, фосфор, сумпор, хлор и аргон. Прва два, натријум и магнезијум, су чланови -блока периодног система, док су остали чланови -блока. Сви елементи из периоде 3 се јављају у природи и имају најмање један стабилан изотоп.

## Атомска структура
У квантном механичком опису атомске структуре, овај период одговара накупљању електрона у трећој (n = 3) љусци, тачније испуњавању њених 3s и 3p подљуске. Постоји 3d подљуска, али — у складу са Ауфбау принципом — она се не попуњава до периоде 4. Ово чини свих осам елемената аналозима елемената периоде 2 у истом тачном низу. Правило октета се генерално примењује на периоду 3 на исти начин као и на елементе периоде 2, јер 3d подљуска обично не делује.

## Елементи
| Елемент    | #  | Симбол | Блок    | Електронска конфигурација |
| ---------- | -- | ------ | ------- | ------------------------- |
| Натријум   | 11 |        | s-block | [Ne] 3s1                  |
| Магнезијум | 12 |        | -блок   |                           |
| Алуминијум | 13 |        | -блок   |                           |
| Силицијум  | 14 |        | -блок   |                           |
| Фосфор     | 15 |        | -блок   |                           |
| Сумпор     | 16 |        | -блок   |                           |
| Хлор       | 17 |        | -блок   |                           |
| Аргон      | 18 |        | -блок   |                           |

### Натријум
Натријум (симбол Na) је мекан, сребрно-бео, високо реактиван метал и члан је алкалних метала; његов једини стабилни изотоп је 23. То је изобилно доступан елемент који постоји у бројним минералима као што су фелдспати, содалит и камена со. Многе соли натријума су веома растворљиве у води и стога су присутне у значајним количинама у Земљиним воденим телима, највише у океанима као натријум хлорид.
Многа натријумова једињења су корисна, као што је натријум хидроксид (лужина) за прављење сапуна, и натријум хлорид за употребу као средство за одмрзавање и хранљива материја. Исти јон је такође компонента многих минерала, као што је натријум нитрат.
Слободни метал, елементарни натријум, не постоји у природи, већ се мора припремити из једињења натријума. Елементарни натријум је први изоловао Хамфри Дејви 1807. године електролизом натријум хидроксида.

### Магнезијум
Магнезијум (симбол Mg)  је земноалкални метал и има оксидациони број +2. То је осми елемент по заступљености у Земљиној кори и девети у познатом свемиру у целини. Магнезијум је четврти најчешћи елемент на Земљи као целини (иза гвожђа, кисеоника и силицијума), чинећи 13% масе планете и велики део плашта планете. Присутан је у релативном изобиљу, јер се лако формира у суперновама узастопним додавањем три језгра хелијума угљенику (који је исто тако направљен од три језгра хелијума). Због велике растворљивости јона магнезијума у води, он је трећи растворени елемент по заступљености у морској води.
Слободни елемент (метал) се не налази природно на Земљи, јер је веома реактиван (иако након што се произведее, бива обложен је танким слојем оксида (погледајте пасивацију), који делимично маскира ову реактивност). Слободни метал гори карактеристичном бриљантном белом светлошћу, што га чини корисним састојком у бакљама. Овај метал се сада углавном добија електролизом магнезијумових соли добијених из сланог раствора. Комерцијално, главна употреба овог метала је као средство за легирање за прављење легура алуминијум-магнезијум, које се понекад називају „магналијум” или „магнелијум”. Пошто је магнезијум мање густ од алуминијума, ове легуре су цењене због своје релативне лакоће и чврстоће.
Јони магнезијума су кисели на укус, а у малим концентрацијама помажу да се свежим минералним водама да природна киселост.

### Алуминијум
Алуминијум (симбол Al) или алуминум (амерички енглески) је сребрно-бели члан групе бора хемијских елемената и p-блок метала који неки хемичари класификују као постпрелазни метал. У нормалним околностима није растворљив у води. Алуминијум је трећи елемент по заступљености (након кисеоника и силицијума) и најзаступљенији метал у Земљиној кори. Он чини око 8% масе чврсте површине Земље. Метал алуминијум је превише хемијски реактиван да би се појавио природно. Уместо тога, налази се у комбинацији у преко 270 различитих минерала. Главна руда алуминијума је боксит.
Алуминијум је изузетан по малој густини метала и по својој способности да се одупре корозији због феномена пасивације. Структурне компоненте направљене од алуминијума и његових легура су од виталног значаја за ваздухопловну индустрију, а важне су у другим областима транспорта и конструкцијских материјала. Најкориснија једињења алуминијума, барем по тежинској основи, су оксиди и сулфати.

### Силицијум
Силицијум (симбол Si)  је металоид групе 14. Он је мање реактиван од свог хемијског аналогног угљеника, неметала директно изнад њега у периодичној табели, али реактивнији од германијума, металоида директно испод њега у табели. Контроверзе о карактеру силицијума датирају од његовог открића: силицијум је први пут припремљен и окарактерисан у чистом облику 1824. године, и добио је назив силицијум (од лат. silicis, кремен), са завршетком речи -ијум који указује на метал. Међутим, његово коначно име, предложено 1831. године, одражава хемијски сличније елементе угљеник и бор.
Силицијум је осми елемент по учесталости у свемиру по маси, али се врло ретко јавља као чисти слободни елемент у природи. Најшире је распрострањен у прашини, песку, планетоидима и планетама у виду различитих облика силицијум диоксида (силике) или силиката. Преко 90% Земљине коре се састоји од силикатних минерала, што чини силицијум другим најзаступљенијим елементом у Земљиној кори (око 28% по маси) након кисеоника.
Већина силицијума се користи комерцијално без одвајања, и заиста често са мало прераде једињења из природе. То укључује директну индустријску употребу глине, силицијумског песка и камена. Силика се користи у керамичкој цигли. Силикат је састојак у Портланд цемента за малтер и штуко, и комбинован са силицијумским песком и шљунком, да би се направио бетон. Силикати се такође налазе у керамици за бело посуђе као што је порцелан, и у традиционалном кварцном натријум-кречном стаклу. Модернија силицијумска једињења као што је силицијум карбид формирају абразиве и керамику високе чврстоће. Силицијум је основа свеприсутних синтетичких полимера на бази силицијума званих силикони.
Елементарни силицијум такође има велики утицај на савремену светску економију. Иако се већина слободног силицијума користи у индустрији прераде челика, ливењу алуминијума и финој хемијској индустрији (често за прављење пирогене силике), релативно мали део веома високо пречишћеног силицијума који се користи у полупроводничкој електроници (< 10%) је можда чак и критичнији. Због широке употребе силицијума у интегрисаним колима, која су основа већине рачунара, од њега зависи и велики део савремене технологије.

## Биолошке улоге
Натријум је есенцијални елемент за све животиње и неке биљке. Код животиња, јони натријума се користе против јона калијума за стварање наелектрисања на ћелијским мембранама, омогућавајући пренос нервних импулса када се наелектрисање распрши; стога је класификован као дијететски неоргански макроминерал.
Магнезијум је једанаести елемент по маси у људском телу; његови јони су неопходни за све живе ћелије, где играју главну улогу у манипулисању важним биолошким [polyphosphate[|полифосфатним]] једињењима као што су ATP, DNA, и RNA. Стотине ензима стога захтевају јоне магнезијума да би функционисали. Магнезијум је такође метални јон у центру хлорофила и стога је уобичајен адитив за ђубрива. Једињења магнезијума се користе у медицини као уобичајени лаксативи, антациди (нпр. магнезијумско млеко) и у бројним ситуацијама када је потребна стабилизација абнормалне ексцитације нерва и спазама крвних судова (нпр. за лечење еклампсије).
Упркос својој распрострањености у животној средини, није познато да се соли алуминијума користе у било ком облику живота. У складу са његовом распрострањеношћу, биљке и животиње га добро подносе. Због њихове распрострањености, потенцијалне корисне (или друге) биолошке улоге алуминијумских једињења су од сталног интереса.
Силицијум је есенцијални елемент у биологији, иако изгледа да је животињама потребан само у траговима, иако је разним морским сунђерима потребан силицијум да би имали структуру. Он је много важнији за метаболизам биљака, посебно многих трава, и силицијумска киселина (врста силицијум диоксида) чини основу упечатљивог низа заштитних шкољки микроскопских дијатомеја.
Фосфор је неопходан за живот. Као фосфат, он је компонента DNK, RNK, ATP, а такође и фосфолипида који формирају све ћелијске мембране. Демонстрирајући везу између фосфора и живота, елементарни фосфор је историјски први пут изолован из људског урина, а коштани пепео је био важан рани извор фосфата. Фосфатни минерали су фосили. Низак ниво фосфата је важна граница за раст у неким воденим системима. Данас је најважнија комерцијална употреба хемикалија на бази фосфора производња ђубрива, за замену фосфора који биљке уклањају из тла.
Сумпор је есенцијални елемент за сав живот и широко се користи у биохемијским процесима. У метаболичким реакцијама, једињења сумпора служе и као горива и као респираторни материјали (који замењују кисеоник) за једноставне организме. Сумпор у органском облику присутан је у витаминима биотину и тиамину, од којих је овај други назван по грчкој речи за сумпор. Сумпор је важан део многих ензима и у молекулима антиоксиданса као што су глутатион и тиоредоксин. Органски везан сумпор је компонента свих протеина, као што су аминокиселине цистеин и метионин. Дисулфидне везе су у великој мери одговорне за механичку чврстоћу и нерастворљивост протеина кератина, који се налази у спољашњем делу коже, коси и перју, и овај елемент доприноси њиховом оштром мирису када се сагоревају.
Елементарни хлор је изузетно опасан и отрован за све облике живота, а кориштен је као плућни агенс у хемијском рату; међутим, хлор је неопходан већини облика живота, укључујући људе, у облику хлоридних јона.
Аргон нема биолошку улогу. Као и сваки гас осим кисеоника, аргон је гушилац.